# Тип 11 (пулемёт)
Тип 11 — первый японский ручной пулемёт, принятый на вооружение Императорской армии Японии в 1922 году (в 11 году правления Императора Тайсё). Конструктором этого пулемёта является Кидзиро Намбу.

## История создания
В январе 1908 года были разработаны первые прототипы ручных пулемётов, получившие обозначения Модель А и Модель В. Эти конструкции представляли собой адаптацию станкового пулемёта Тип 38 в лёгкий ручной пулемёт. Однако в ходе испытаний их функциональные характеристики оказались неудовлетворительными.
Исследования экспериментального ручного пулемёта продолжились в 1914 году на основе пулемёта Тип 3. Испытания начались в мае 1915 года и продемонстрировали в целом удовлетворительную работоспособность. Осмотр ствола после 5000 выстрелов не выявил значительного ухудшения точности.
Однако после отстрела 10 000 выстрелов калибр пулемёта увеличился до 6,6 мм, что привело к уменьшению начальной скорости пули примерно на 40 метров в секунду и снижению точности стрельбы. В связи с этим были разработаны три новых прототипа — Модель А, Модель В и Модель С, представляющие собой уменьшенную версию пулемёта Тип 3.
В декабре 1917 года директор Департамента технического надзора армии подал министру армии заявку на создание опытного образца ручного пулемета. Согласно этой заявке, разработка лёгкого пулемёта была начата в сентябре 1916 года. Первая серия исследований трёх опытных моделей продемонстрировала положительные результаты с точки зрения функциональности и надёжности. На основе этих данных в апреле 1917 года был подан запрос на разработку пулемёта для установки на самолёты. В настоящее время проводятся полевые испытания опытных образцов.
Однако пулемёты, предназначенные для специальных лёгких пулемётных частей, должны отличаться от авиационных. В связи с этим на основании первых испытаний необходимо провести полевые исследования их формы и системы охлаждения. В связи с этим требуется изготовить шесть экземпляров ручного пулемёта и передать их.
Конструкция ручного пулемёта и его автоматика будут основаны на моделях для установки на самолёты. Стрельба будет вестись с упором приклада в плечо, как из винтовки. Особое внимание будет уделено эффективному отводу тепла, а вес пулемёта должен составлять около 10 кг. В ответ на это министр армии немедленно приказал Токийскому арсеналу изготовить прототип и передать его в Отдел технической инспекции армии. Также было поручено согласовать способ производства и технические характеристики между двумя сторонами.
В сентябре 1916 года начались исследования двух моделей пулемёта — с радиатором по типу пулемёта Льюиса и без радиатора. Оба варианта имели ствольную коробку того же типа, что и пулемёт Тип 3, использовали аналогичную автоматику и систему питания с помощью жёстких лент. Испытания продемонстрировали удовлетворительную функциональность и точность, но конструкция ствольной коробки оказалась сложной в производстве, а использование жёсткой ленты требовало участия двух человек в процессе стрельбы, что являлось значительным недостатком.
В результате была начата разработка двух новых конструкций ручных пулемётов, устраняющих выявленные недостатки. Первый прототип, Модель А с дисковым питанием, был завершен в январе 1921 года, а Модель В — в ноябре того же года. Хотя Модель В имела аналогичную ствольную коробку с предыдущими прототипами, в ней был реализован специальный бункер-приёмник (в отличие от пулемета Тип 11, бункер находился справа), в котором использовались винтовочные обоймы на пять патронов.
В декабре 1921 года прототип ручного пулемёта Модель В прошёл функциональные и прочностные испытания, по результатам которых были внесены частичные доработки. С мая по июнь 1922 года проводились баллистические и прочностные испытания прототипа, а также он был представлен на практические испытания в пехотном и кавалерийском училищах. По результатам всех испытаний было установлено, что прототип ручного пулемёта Модель В функционирует удовлетворительно и обладает значительными характеристиками. Было установлено, что после дополнительных доработок он будет пригоден для практического применения.
Таким образом, в ходе доработки ручной пулемёт Тип 11 был завершён к 1922 году, и Министерство армии получило на него патенты. В это время ручные пулеметы начали поступать на вооружение в европейских странах, и Япония также рассматривала это как приоритетную задачу. В связи с этим было принято решение принять пулемет на вооружение, не дожидаясь завершения испытаний, с условием устранения любых выявленных недостатков в процессе эксплуатации. Другими словами, ручной пулемет Тип 11 был быстро доработан, несмотря на проблемы с механизмом подачи.

## Описание

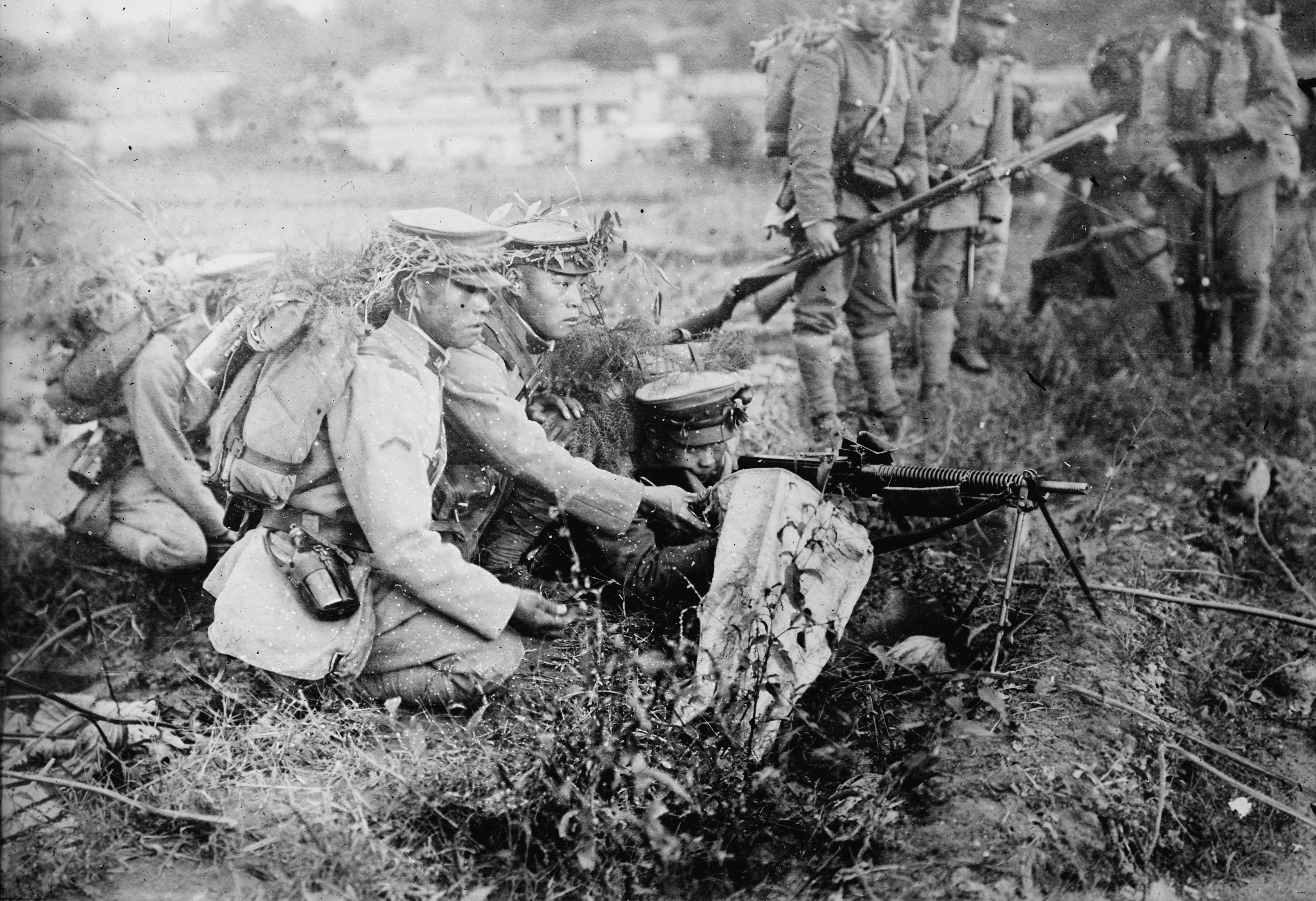
Type 11

Пулемёт отличался уникальной системой питания: использовались винтовочные обоймы на 5 патронов, вставляемые в специальный бункер-приёмник (максимум 6 штук). Данное решение имело как преимущества (унификация боекомплекта с остальной пехотой, уменьшение носимой «мёртвой» массы), так и недостатки (чувствительность к загрязнению, долгая перезарядка). Пополнять бункер возможно в любое время. Подобное решение вызвало интерес у высокопоставленных чинов РККА, познакомившихся с оружием в ходе боестолкновений в Маньчжурии. В СССР была изготовлена ограниченная партия пулемётов ДП с подобным бункером системы Кубынова, однако в серию они не пошли.
Сменный ствол вставляется в кожух-радиатор. Стрельба ведётся с открытого затвора, режима стрельбы одиночными не предусмотрено. Пулемёт может применяться как с сошек, так и со специального станка-треноги. Требовалась принудительная смазка патронов, по причине чего механизм пулемёта быстро загрязнялся в полевых условиях, что приводило к частым задержкам.
На базе пехотного пулемёта Тип 11 также был разработан и принят на вооружение танковый пулемёт Тип 91 (1931 год по Григорианскому календарю или 2591 год от мифического основания Японской Империи). Он отличался бункером повышенной ёмкости и установкой оптического прицела малой кратности.

## Варианты

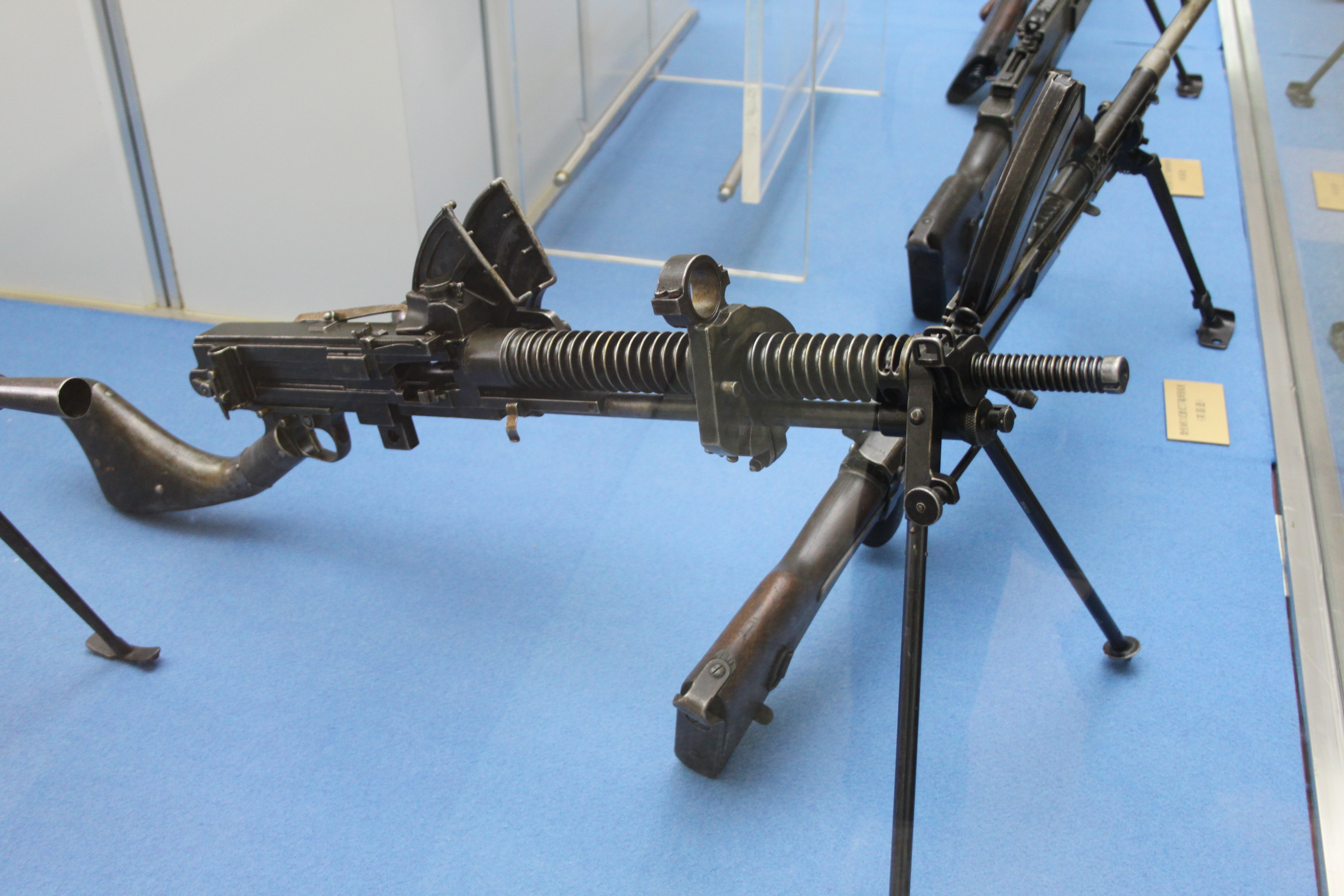
Тип 91

- Тип 91 — танковый пулемёт, разработанный в 1931 году и отличавшийся наличием оптического прицела и бункером увеличенной ёмкости до 45 патронов.
- Тип 17 — китайская копия пулемёта Тип 11[3].
- Оборонительный Тип 11 (прототип) — версия пулемёта с специальным прикладом имеющего поворотную муфту и призматическим перископом. Из пулемёта возможно вести огонь, полностью спрятавшийся в окопе[4].
- Тип 11 калибра 7,7 мм (прототип) — в марте 1924 года были изготовлены два прототипа Тип 11 калибра 7,7 мм с различными модифицированными деталями, а испытания проводились совместно с исследованиями по винтовке калибра 7,7 мм. Пулемёт так же имел сошки, которые можно было удлинить примерно вдвое по сравнению с первоначальной длиной.
- Тип 11 с с коробчатым магазином (прототип) — в качестве опытного образца также был выпущен пулемёт Тип 11 с коробчатым магазином, большая часть испытаний которого была завершена в 1928 году. Он отличался коробчатым магазином на 35 патронов, универсальной стойкой с лафетом для стрельбы как по наземным, так и по воздушным целям, наличием одиночного режима огня и лаймановским прицелом. В остальном он был идентичен Тип 11, но были так же проведены исследования, направленные на максимальное упрощение процесса производства.